# Blue Moon (2002)
Blue Moon ist der erste Spielfilm der österreichisch-schwedischen Filmregisseurin Andrea Maria Dusl. Er ist eine Mischung aus Action, Komödie, Romantik und Drama.

## Handlung
Als ihn bei einer Übergabe ein Balkan-Mafioso bedroht, flüchtet der österreichische Geldbote Johnny Pichler kurzentschlossen mit dessen Auto und dem Geld. Initiatorin der Flucht ist das Callgirl Shirley. Nachdem der Verkauf des Wagens in der Slowakei nicht gelingt, kauft Johnny das Auto und die junge Frau verschwindet. Er setzt die Fahrt mit dem ostdeutschen Schuhverkäufer Ignaz fort. Nach dem Verkauf des Wagens trampt Johnny nach Lviv und trifft dort die Taxifahrerin Jana, die sich als Zwillingsschwester Shirleys vorstellt. Johnny beginnt mit Jana eine Liaison. Es stellt sich heraus, dass diese ein Doppelleben führt. Ihre Eltern und ihre Schwester sind bei einem Fährunglück verstorben. Als Johnny Ignaz wiedertrifft, begeben sich beide nach Richtung Odessa. Johnny bestellt sich Jana als Callgirl dorthin. Ihr dortiges Treffen deutet ein Happy End an.

## Kritiken
Das Lexikon des internationalen Films beschreibt den Film als „postkommunistische Liebesgeschichte […] mit überzeugenden Darstellern“, er habe „Sinn für symbolträchtige Details“ und er verstehe es „auf mehreren erzählerischen Ebenen Humor und Tiefgang zu verbinden“.

## Auszeichnungen
- 2003
  - Diagonale Graz, Großer Preis der Diagonale für den Besten österreichischen Film
  - Łagów, Polen (Special Jury Prize)
  - Karlovy Vary, Tschechien (Variety Critic’s Choice)
- 2004
  - Diagonale, Graz, Thomas-Pluch-Drehbuchpreis